# حقوق ال‌جی‌بی‌تی در ۲۰۱۶
این فهرستی از رویدادهای قابل توجه در تاریخچه حقوق دگرباشان جنسی است که در سال ۲۰۱۶ اتفاق افتاد.

## مناسبت‌ها

### ژانویه
- ۱ - اتحادیه‌های مدنی و سرپرستی توسط زوج‌های همجنسگرا در استونی قانونی می‌شوند.[۱]
- ۴ - جکی بیسکپپسی نخستین شهردار علناً همجنسگرای سالتلیک سیتی، یوتا می‌شود.
- ۱۸ - استیو بولاک، فرماندار مونتانا، یک دستورالعملی را امضا کرد که بر اساس آن تبعیض بر اساس هویت جنسی در ادارات دولتی ممنوع می‌شود.[۲]

### فوریه
- ۲
  - شورای شهر لوئیسبرگ به اتفاق آراء قانون ۲۵۴ را تصویب می‌کند که تبعیض بر اساس گرایش جنسی و هویت جنسی را در مشاغل عمومی و خصوصی و اجاره خانه عمومی ممنوع می‌کند.[۳]
  - دیوان عالی هند تصمیم به بررسی مجازات همجنسگرایی در بند 377 IPC گرفت که بعداً به لغو غیرقانونی بودن همجنس‌گرایی منجر شد.
- ۱۰ - سرپرستی کودکان توسط زوج‌های همجنس‌گرا در پرتغال قانونی می‌شود[۴]
- ۲۲ - شورای شهر شارلوت، با یک رای ۷–۴، قانونی برای ممنوعیت تبیعض بر اساس گرایش جنسی یا هویت جنسی را در محل‌های عمومی، سوار شدن بر وسایل نقلیه عمومی و پیمانکاران این شهر ممنوع است. این قانون در تاریخ ۱ آوریل تأیید شد.[۵]
- ۲۵- سنای ایتالیا یک لایحه اتحاد مدنی بین زوج‌های همجنس‌گرا را در یک رای‌گیری ۱۷۳–۷۱ تصویب می‌کند.[۶]

### آوریل
- ۱ - ازدواج هم‌جنس در گرینلند قانونی می‌شود. اولین زوج‌های همجنسگرا در آن روز ازدواج کردند.[۷]
- ۷ - دادگاه قانون اساسی کلمبیا رای ۶–۳ به نفع قانونی کردن ازدواج همجنسگرایان ارائه می‌دهد. حکم اثر فوری دارد و ثبت احوال کلمبیا را مقید به ثبت ازدواج افراد همجنس می‌کند.

### ممکن است
- ۱۱ - نمایندگان مجلس ایتالیا لایحه اتحادیه مدنی در رای‌گیری ۳۷۲–۵۱ را تصویب می‌کند.[۸]
- ۱۲
  - فعالیت جنسی همجنس‌گرایانه در نائورو از حالت غیرقانونی خارج می‌شود.[۹][۱۰]
- ۱۷ - فعالیت جنسی همجنس‌گرایانه به‌طور رسمی در سیشل از حالت غیرقانونی خارج می‌شود.[۱۱]
- ۲۸ - حزب محافظه کار کانادا با رای ۱۰۳۶–۴۶۲ پلت فرم سیاسی حزب از تعریف ازدواج به عنوان «یک اتحاد بین یک مرد و یک زن» به موضع خنثی تغییر می‌دهد.

### ژوئن
- ۲۸ - دادگاه قانون اساسی جمهوری چک ممنوعیت سرپرستی تکی زوج‌های همجنس‌گرا را لغو می‌کند.[۱۲] با این حال، سرپرستی مشترک هنوز هم ممنوع است.

### ژوئیه
- ۱ - لایحه ممنوعیت استفاده از تبدیل درمانی بر اساس گرایش جنسی و هویت جنسیتی در ایالت ورمونت اجرایی می‌شود.[۱۳]
- ۸ - لایحه‌ای که که بر اساس آن تبیعض به خاطر هویت جنسیتی در اقامت عمومی در ماساچوست ممنوع می‌شود، توسط فرماندار چارلی بیکر به امضاء می‌رسد.[۱۴]
- ۲۲ - ازدواج همجنس در جزیره وابسته به انگلستان Isle of Man قانونی می‌شود.[۱۵]

### اوت
- ۱۰ - فعالیت جنسی همجنس‌گرایانه به‌طور رسمی توسط تصمیم دادگاه عالی بلیز از حالت غیرقانونی خارج می‌شود.[۱۶]

### سپتامبر
- ۱ - ایرلند شمالی ممنوعیت اهدای خون توسط مردان همجنسگرا را لغو می‌کند.[۱۷]

### اکتبر
- ۱ - سیاستی که ممنوعیت خدمت سربازان علناً تراجنسیتی از خدمت در ارتش ایالات متحده اجرایی می‌شود.[۱۸]
- ۱۳- ازدواج همجنس در قلمرو خارجی بریتانیا در قطب جنوب قانونی می‌شود.[۱۹][۲۰]

### دسامبر
- ۶ - یک لایحه است که ممنوعیت تبدیل درمانی برای گرایش جنسی و هویت جنسیتی در افراد زیر سن قانونی وسط مجلس مالت به تصویب رسید.[۲۱]
- ۱۴- پیتزبورگ اولین شهر در پنسیلوانیا می‌شود که تبدیل درمانی در مورد افراد زیر سن قانونی پس از آنکه شورای شهر با رای ۹–۰ رأی آن را به تصویب رساند ممنوع می‌کند.[۲۲]
- ۱۵ - ازدواج همجنس در قلمرو خارجی انگلیس جبل الطارق قانونی می‌شود. اولین روز ازدواج همجنس در روز بعد انجام می‌شود.[۲۳][۲۴]